# Линь Цзинань, Боско
Боско Линь Цзинань (кит. трад. 林吉男, пиньинь Lín Jínán, род. 14 мая 1943) — католический прелат, епископ Тайнаня с 24 января 2004 года.

## Биография
6 января 1973 года был рукоположён в священники.
28 сентября 1992 года Римский папа Иоанн Павел II назначил Боско Линь Цзинаня всопомогательным епископом епархии Гаосюна и титулярным епископом Алексанума. 2 января 1993 года состоялось рукоположение Боско Линь Цзинаня в епископа, которое совершил кардинал Павел Шань Госи в сослужении с персональным архиепископом Тайбэя Матфеем Цзя Яньвэнем и епископом Цзяи Иосифом Линь Тяньчжу.